# Brouwerij Egmond

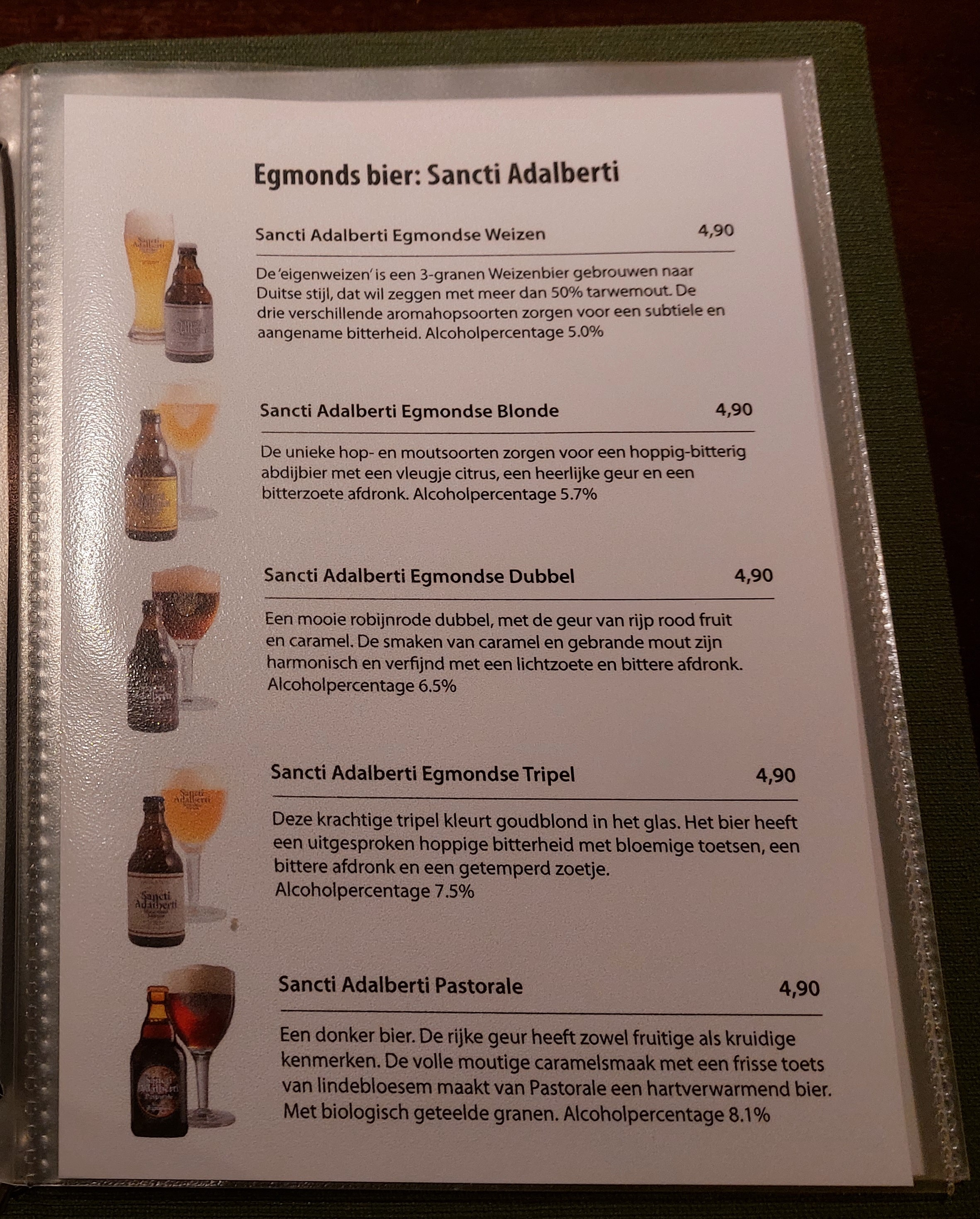
Op het menu

Brouwerij Egmond, ook bekend als Sancti Adalberti, is een brouwerij in Egmond aan den Hoef die verbonden is aan de Sint-Adelbertabdij in Egmond-Binnen. De brouwerij brouwt abdijbier: een deel van de winst komt ten goede aan de abdij.

## Geschiedenis
Brouwerij Egmond werd opgericht in 2010, toen de eerste lading Sancti Adalberti werd gebrouwen bij brouwerij De Prael in Amsterdam. De brouwerij was toen dus nog brouwerijhuurder: het bier werd geheel bij De Prael gebrouwen omdat er in Egmond geen brouwinstallatie voorhanden was. Omdat het bier aansloeg werden de plannen om een brouwerij nabij de Egmondse abdij te vestigen verder uitgewerkt.
In 2012 had Brouwerij Egmond zijn brouwactiviteiten verplaatst naar De Proefbrouwerij in Lochristi, België. Sinds 2018 heeft Brouwerij Egmond zijn eigen brouwerij.

## Karakter
Brouwerij Egmond is verbonden met de abdij en de doelstellingen van de brouwerij zijn daar ook op afgestemd. Ook komt een deel van de opbrengst bij de abdij terecht, daarmee wordt een bijdrage geleverd aan het behoud van dit cultureel erfgoed. Verder heeft brouwerij Egmond de ambitie om milieubewust te brouwen, om zo aan te sluiten bij de vraag naar duurzame producten. De bieren zijn Biologisch en dragen het Skal keurmerk.

## Bieren
De bieren van brouwerij Egmond worden onder de naam Sancti Adalberti op de markt gebracht, met als onderschrift miraculum novum, wat zich laat lezen als "het laatste wonder van Sint-Adelbert". Deze naam verwijst expliciet naar de Sint-Adelbertabdij waar de brouwerij mee is verbonden. Er worden Blond, Dubbel, Tripel, Weizen, Lentebock en een donker winterbier (Pastorale) gebrouwen. In de bieren wordt een kleine hoeveelheid bronwater van de abdij verwerkt, dat geneeskrachtig zou zijn. In 2018 werd het de Irish red ale Vaarwel graaf zonder hoofd uitgebracht ter gelegenheid van de 450ste verjaardag van de onthoofding van Lamoraal van Egmont.
De bieren zijn in Nederland op veel plaatsen verkrijgbaar.

## Onderscheiding
In 2015 won de brouwerij goud, zilver en brons op de Dutch Beer Challenge, respectievelijk in de categorieën "donker: licht donker" (Sancti Adalberti Egmondse Dubbel), "tarwe-/granenbier: Weizen" (Sancti Adalberti Egmondse Witte ) en "blond: zwaar blond" (Sancti Adalberti Egmondse Tripel)
In 2019 werd de gouden medaille in de wacht gesleept bij het Dutch beer festival voor het Bockbier.